# Bitwa pod Prosienicą

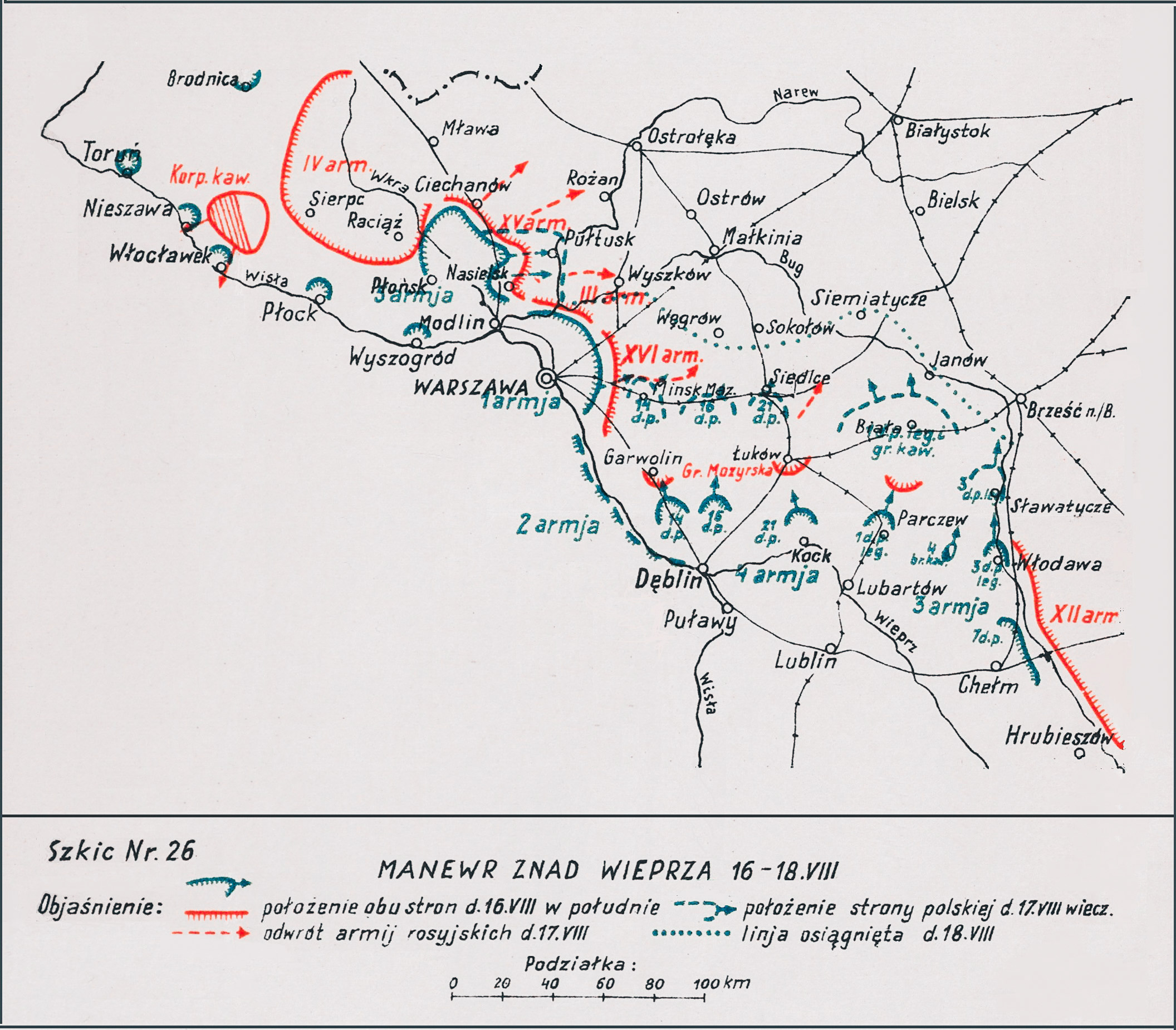
Adam Przybylski,
Wojna Polska 1918–1921

Bitwa pod Prosienicą – walki oddziałów polskiej 15 Dywizji Piechoty gen. Władysława Junga z sowiecką 5 Dywizją Strzelców w czasie pościgu prowadzonego w ramach operacji warszawskiej.

## Sytuacja ogólna
4 lipca 1920 ruszyła II ofensywa sowieckiego Frontu Zachodniego pod hasłem: Na zachodzie ważą się losy wszechświatowej rewolucji – po trupie Polski wiedzie droga do wszechświatowego pożaru... Na Wilno – Mińsk – Warszawę – marsz!. W pierwszej dekadzie lipca przełamany został front polski nad Autą, a wojska Frontu Północno-Wschodniego gen. Stanisława Szeptyckiego cofały się pod naporem ofensywy czerwonoarmistów Michaiła Tuchaczewskiego.
Kolejne próby zatrzymania wojsk sowieckich prących na zachód nie przynosiły spodziewanych rezultatów. Obchodzący ugrupowanie obronne od północy III Korpus Kawalerii Gaja wymuszał dalszy odwrót wojsk polskich. Tempo natarcia wojsk sowieckich, jak na owe czasy, wydawało się oszałamiające i wynosiło około 20–30 kilometrów na dobę.
Wojsko Polskie traciło kolejno „linię dawnych okopów niemieckich”, linię Niemna i Szczary, czy wreszcie linię Bugu. Wojska polskie cofały się nadal, a kolejną naturalną przeszkodą terenową dogodną do powstrzymania sowieckiej ofensywy była Wisła. W godzinach wieczornych 6 sierpnia Naczelne Dowództwo Wojska Polskiego wydało rozkaz do przegrupowania i reorganizacji wojsk.
16 sierpnia ruszyła kontrofensywa znad Wieprza. Zmieniło to radykalnie losy wojny. Od tego momentu Wojsko Polskie było w permanentnej ofensywie.
15 Wielkopolska Dywizja Piechoty przeszła do ofensywy z położenia obronnego na Przedmościu Warszawskim.

## Walki pod Prosienicą
20 sierpnia 15 Wielkopolska Dywizja Piechoty sforsowała Bug pod Brokiem i ruszyła na Łomżę.
W awangardzie szedł oddział pościgowy XXIX Brygady Piechoty kpt. Jana Prokopa w składzie II batalionu Strzelców Kowieńskich, trzech kompanii 60 pułku piechoty i plutonu artylerii 15 pułku artylerii polowej.
Maszerując po drodze Ostrów Mazowiecka – Zambrów, pod Prosienicą przeciął drogę odwrotu cofającej się spod Warszawy kolumnie sowieckiej 5 Dywizji Strzelców.
Próby przebicia się Sowietów przez polskie ugrupowanie zostały odparte przez awangardę. Kolejne ataki nieprzyjaciela odpierał już cały 59 pułk piechoty kpt. Marcelego Cerklewicza, wzmocniony 1 baterią 15 pap. Mimo wielkich strat, Sowieci dotarli do stanowisk ogniowych polskiej artylerii. Działa ogniem na wprost ostrzeliwały tyraliery czerwonoarmistów. Wyprowadzony przez 59 pp kontratak przechylił szalę zwycięstwa na stronę polską. Rozbite pododdziały sowieckie złożyły broń.

## Bilans walk
W bitwie pod Prosienicą 59 pułk piechoty wziął do niewoli ponad tysiąc jeńców, zdobył kilkadziesiąt ckm-ów oraz część taborów 5 Dywizji Strzelców.